# العلاقات الجنوب سودانية الرواندية
العلاقات الجنوب سودانية الرواندية هي العلاقات الثنائية التي تجمع بين جنوب السودان ورواندا.

## مقارنة بين البلدين
هذه مقارنة عامة ومرجعية للدولتين:
| وجه المقارنة                                              | جنوب السودان                  | رواندا                                        |
| --------------------------------------------------------- | ----------------------------- | --------------------------------------------- |
| المساحة (كم2)                                             | 619.75 ألف                    | 26.34 ألف                                     |
| عدد السكان (نسمة)                                         | 12.58 مليون                   | 12.21 مليون                                   |
| الكثافة السكانية (ن./كم²)                                 | 20.3                          | 463.55                                        |
| العاصمة                                                   | جوبا                          | كيغالي                                        |
| اللغة الرسمية                                             | لغة إنجليزية                  | اللغة الكينيارواندا، لغة إنجليزية، لغة فرنسية |
| العملة                                                    | جنيه جنوب سوداني، جنيه سوداني | فرنك رواندي                                   |
| الناتج المحلي الإجمالي (بليون دولار)                      | 2.90 مليار                    | 9.14 مليار                                    |
| الناتج المحلي الإجمالي (تعادل القوة الشرائية) بليون دولار | 22.88 مليار                   | 20.46 مليار                                   |
| الناتج المحلي الإجمالي الاسمي للفرد دولار أمريكي          | 73                            | 697                                           |
| الناتج المحلي الإجمالي للفرد دولار أمريكي                 | 2.02 ألف                      | 1.66 ألف                                      |
| مؤشر التنمية البشرية                                      | 0.467                         | 0.483                                         |
| رمز المكالمات الدولي                                      | +211                          | +250                                          |
| رمز الإنترنت                                              | .ss                           | .rw                                           |
| المنطقة الزمنية                                           | ت ع م+03:00                   | ت ع م+02:00                                   |

## منظمات دولية مشتركة
يشترك البلدان في عضوية مجموعة من المنظمات الدولية، منها:
| علم المنظمة | اسم المنظمة                               | تاريخ انضمام جنوب السودان | تاريخ انضمام رواندا |
| ----------- | ----------------------------------------- | ------------------------- | ------------------- |
|             | مؤسسة التنمية الدولية                     | 18 أبريل 2012             | 30 سبتمبر 1963      |
|             | يونسكو                                    | 27 أكتوبر 2011            | 7 نوفمبر 1962       |
|             | وكالة ضمان الاستثمار متعدد الأطراف        | 18 أبريل 2012             | 27 سبتمبر 2002      |
|             | الأمم المتحدة                             | 14 يوليو 2011             | 18 سبتمبر 1962      |
|             | الاتحاد البريدي العالمي                   | ?                         | ?                   |
|             | البنك الدولي للإنشاء والتعمير             | 18 أبريل 2012             | 30 سبتمبر 1963      |
|             | الاتحاد الدولي للاتصالات                  | 3 أكتوبر 2011             | 12 ديسمبر 1962      |
|             | مؤسسة التمويل الدولية                     | 18 أبريل 2012             | 6 نوفمبر 1975       |
|             | المركز الدولي لتسوية المنازعات الاستشارية | 18 مايو 2012              | 14 نوفمبر 1979      |
|             | منظمة الشرطة الجنائية الدولية             | ?                         | ?                   |
|             | الاتحاد الأفريقي                          | ?                         | ?                   |
|             | البنك الإفريقي للتنمية                    | ?                         | ?                   |

## وصلات خارجية
- موقع وزارة الخارجية الجنوب سودانية
- موقع وزارة الخارجية الرواندية